# لورا ديف
لورا ديف (بالإنجليزية: Laura Dave) (18 يوليو 1977، نيويورك في الولايات المتحدة)؛ روائية أمريكية.